# Jujutsugi
Jujutsugi (柔術着　ili 柔術衣) je japanski naziv za uniformu za treniranje Jujutsua. Tradicionalni Jujutsugi je sličan judogiju (Judo uniforma). 
Za tradicionalni Jujutsu samo Judo ili Karate uniforma je dozvoljena. U brazilskom đu-đucu učeniku je dozvoljeno imati bilo koju boju za svoju uniformu i mogu dodavati ambleme. Prema članku broj 8 Međunarodne BJJ Organizacije, jedine boje koje su dozvoljene za natjecanja su čista bijela, čista crna i čista plava.
Dok je judogi reguliran sa strane posebnih tijela da se održi određena količina prostora između ručnog zglobe i rukava za stisak, gi praktikanta Jujutsua nije reguliran stoga praktikant može profitirati od užeg kroja unatoč neudobnosti, jer smanjuje materijal za protivnika da manipulira.